# Cagnano Amiterno
Cagnano Amiterno község (comune) Olaszország Abruzzo régiójában, L’Aquila megyében.

## Fekvése
A megye északnyugati részén fekszik. Határai: Antrodoco, Barete, Borbona, L’Aquila és Montereale.

## Története
Első írásos említése a 13. századból származik. A következő századokban nemesi birtok volt. Önállóságát a 19. század elején nyerte el, amikor a Nápolyi Királyságban felszámolták a feudalizmust. Neve arra utal, hogy a közeli Amiternum szomszédságában épült fel.

## Népessége
A népesség számának alakulása:

## Főbb látnivalói
- Santi Cosma e Damiano-templom
- Santa Maria della Concezione-templom
- San Sebastiano-templom